# Khatirka
Khatirka (en rus: Хатырка) és un poble del districte autònom de Txukotka, a Rússia, que el 2018 tenia 323 habitants. El seu nom ve d'un topònim txuktxi que significa 'erm'. Es troba a la costa del mar de Bering.